# 薩爾索河

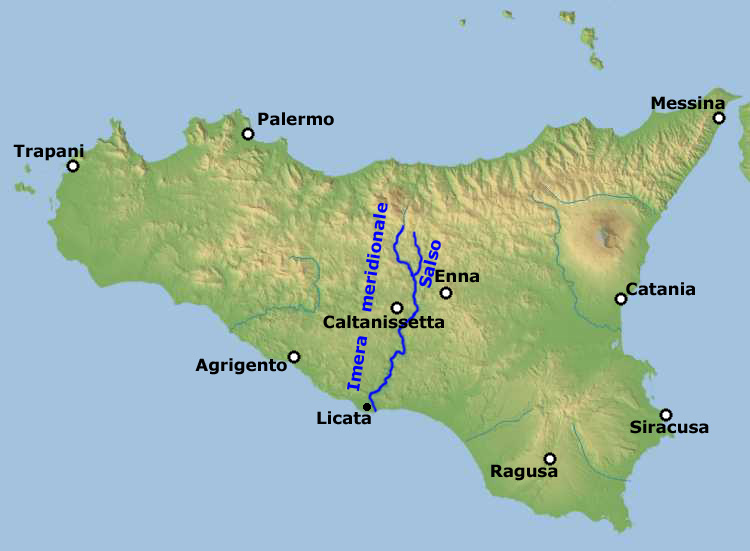

薩爾索河是意大利的河流，位於西西里島，河道全長144公里，流域面積2,122平方公里，平均流量每秒5.1立方米，發源自馬多涅山脈，最終在利卡塔注入地中海。